# Anjou-Legendarium

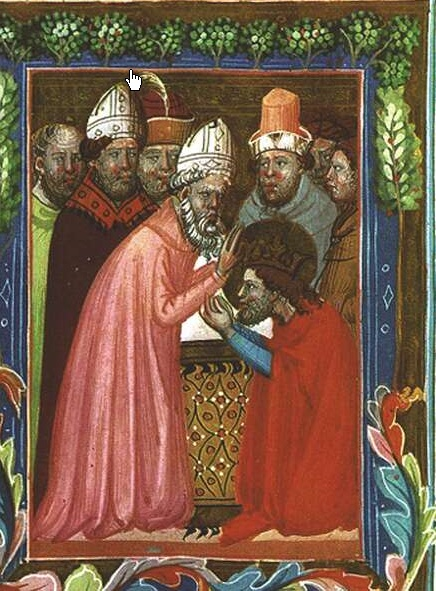
St. Ladislaus im Anjou-Legendarium

Das Anjou-Legendarium ist eine gotische Bilderhandschrift aus dem frühen 14. Jahrhundert. Es handelt sich um eine Sammlung von Heiligengeschichten, die für das Haus Anjou von großer Bedeutung waren.

## Details
Das Legendarium ist ein für Kinder gedachtes Bilderbuch, in dem kurze Texte die im Bild dargestellten Szenen beschreiben. Die Bildermaler dieses Kunstwerks stammten aus Bologna und zeichneten es im Stil des Trecento.
Hergestellt wurde es für den damals erst dreijährigen Andreas von Ungarn, und es beinhaltet eine erweiterte Fassung der Legenda aurea – mit dem Leben der ungarischen und polnischen Heiligen.

## Heutiger Zustand
Der Hauptteil des Manuskripts befindet sich in der Vatikanischen Bibliothek (Vat. lat. 8541), zwanzig Blätter in der Morgan Library und fünf Blätter in der Eremitage in Sankt Petersburg.